# Zepedanulus armatipalpus
Zepedanulus armatipalpus is een hooiwagen uit de familie Epedanidae.